# 重現家園
《重現家園》（Dawn）是英國女作家艾琳·杭特的系列小說《貓戰士》的二部曲《新預言》中六集的第三集，於2005年12月27日由Happer Collins出版。中文版於2009年5月1日由晨星出版社出版。

## 劇情摘要
描述貓族們看到四喬木被兩腳獸摧毀的經過，而歸來的五隻貓(原本是六隻，羽尾已死）告訴了各族必須離開森林，找到新地方-而經過一翻掙扎後，四族終於定離開家園，前往新地區；在途中，有多隻貓死亡，牠們還經過了急水部落，經過重重困難；而在書的結尾描述了牠們終於到了新家。
封面人物是葉池。

## 資料來源
1. ↑  Warriors: The New Prophecy #3: Dawn, By Erin Hunter(HarperCollins Children's Books)